# 2005 TN53
2005 TN53 (también conocido como 2005 TN53) es un asteroide troyano de Neptuno inclinado, que lidera la órbita de dicho planeta en el Sistema Solar. Mide aproximadamente 80 kilómetros de diámetro. Fue descubierto por los astrónomos americanos Scott S. Sheppard y Chadwick A. Trujillo el 7 de octubre de 2005 en el Observatorio Las Campanas, en el desierto de Atacama, Chile. Fue el tercer cuerpo de su tipo en ser descubierto, y el primero con una inclinación orbital significativa, lo que mostró que la población como un entero está muy excitada dinámicamente.